# Raúl Castro
Raúl Modesto Castro Ruz (Birán, 3 de junho de 1931) é um político e revolucionário cubano. Foi presidente do Conselho de Estado da República de Cuba, de 24 de fevereiro de 2008 até 19 de abril de 2018. Ele é o irmão mais novo do ex-presidente cubano Fidel Castro, e ocupou os seguintes cargos: vice-presidente do Conselho de Ministros, primeiro vice-presidente do Conselho de Estado de Cuba, vice-secretário do Politburo e do Comitê Central do Partido Comunista de Cuba (PCC), e Supremo General das Forças Armadas (Exército, Marinha e Força Aérea), até anunciar a sua aposentadoria em 16 de abril de 2021. Já foi responsável pela coordenação da Dirección General de Inteligencia, atual G2 (inteligência cubana).
Em 31 de julho de 2006, Raúl Castro assumiu o cargo de presidente do Conselho de Estado durante a transferência temporária de poder em virtude da enfermidade de seu irmão, Fidel Castro, cargo que viria a assumir plenamente a 24 de fevereiro de 2008, mantendo-se no cargo até 19 de abril de 2018.

## Início de vida
Raúl é o mais jovem entre os três irmãos de Fidel Castro. Da mesma forma como Fidel, mais tarde Raúl ingressou no  Colégio Jesuíta de Dolores em Santiago de Cuba, e no Colégio de Belén em Havana. Raúl estudou Ciências Sociais. Ao contrário de Fidel, que foi membro do Partido Ortodoxo, nacionalista de esquerda, Raúl era um socialista convicto e se uniu à Juventude Socialista, afiliada ao Partido Comunista Cubano, de tipo soviético, então chamado Partido Socialista Popular (PSP).
Os irmãos participaram ativamente de algumas manifestações estudantis contra o governo de Carlos Prío Socarrás, regularmente abalado por escândalos de corrupção. Em 1953, Raúl foi um dos integrantes do Movimento Revolucionário 26 de Julho, que atacou o Quartel de La Moncada. Como pena, passou 22 meses na prisão. Durante seu posterior exílio no México, participou dos preparativos da expedição Granma, desembarcando em Cuba em dezembro de 1956.
Raul Castro conheceu Ernesto "Che" Guevara no México e introduziu-o ao círculo revolucionário de Fidel. Raúl também entrou em contato com o agente soviético da KGB Nikolai Leonov. Ambos teriam se conhecido  durante uma viagem por países do bloco soviético. Esta relação persistiria até os irmãos Castro tomarem o  poder em Cuba.

## Revolução Cubana

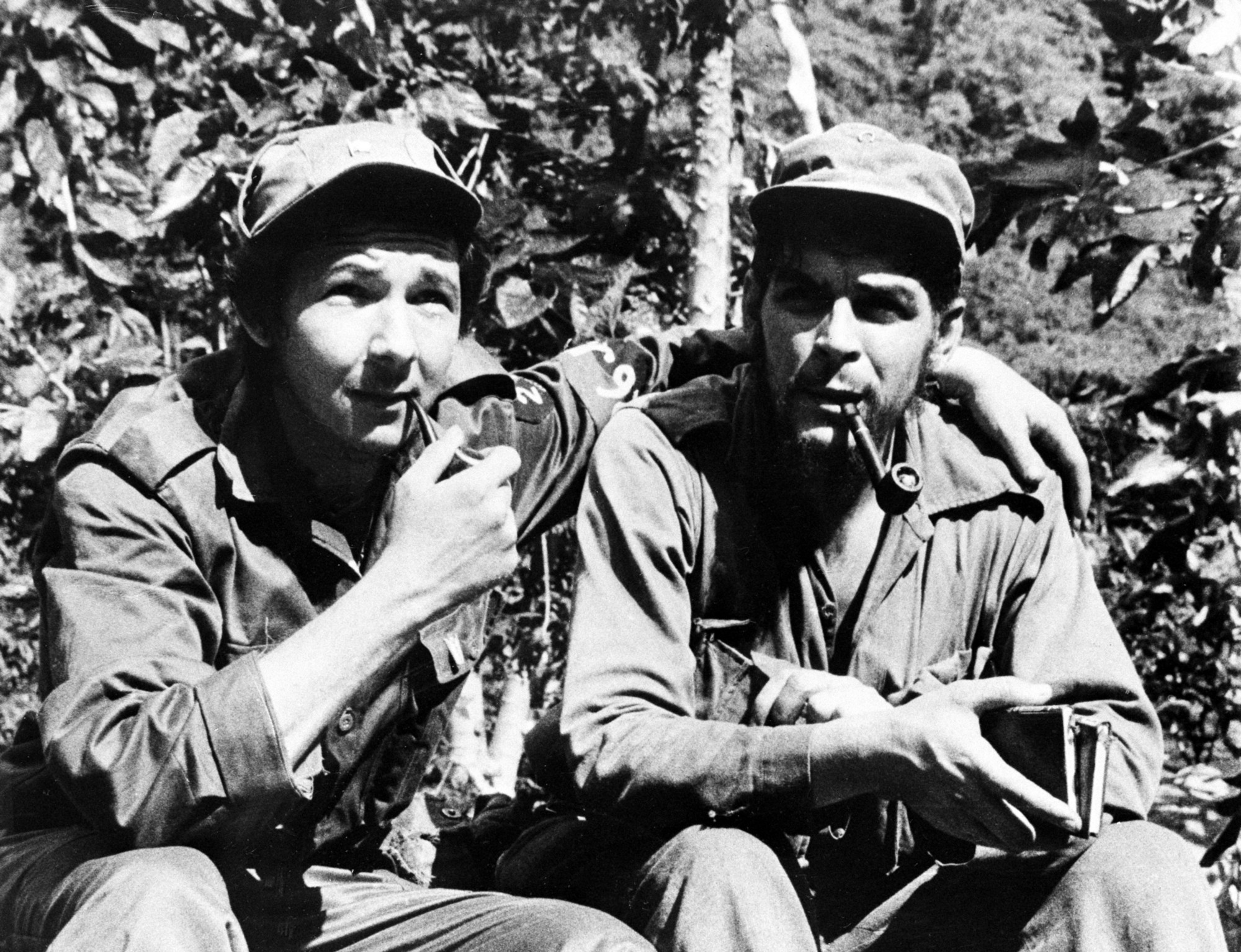
Raúl Castro e Che Guevara na Sierra Maestra.

Como combatente do exército rebelde, tomou parte da campanha de Sierra Maestra, a  27 de fevereiro de 1958, foi nomeado comandante e teve como missão cruzar a antiga província de Oriente, liderando uma coluna de guerrilheiros, para abrir a "Frente Este Frank País" até o noroeste.
Em junho de 1959, frente aos bombardeios da aviação cubana, equipada com armas estadunidenses, ele responde com a "Operação Antiaérea" e sequestra vários cidadãos estadunidenses, inclusive militares. O objetivo era acabar com os bombardeios de Sierra Maestra que têm um impacto mortífero para as forças rebeldes e para a população civil da região. A operação é exitosa. O Washington Post e o Times Herald evocam “o tratamento digno de um rei” do qual se beneficiaram os reféns. “Os militares estadunidenses foram tratados tão bem, e foram tão convencidos pelos argumentos dos rebeldes, que vários deles desejavam ficar e lutar contra Batista”. “Uma figura extraordinária, esse Raúl Castro”, escreve de sua parte a revista estadunidense Time, citando um refém, e completa que o jovem comandante “desejava dar uma lição em Washington”.

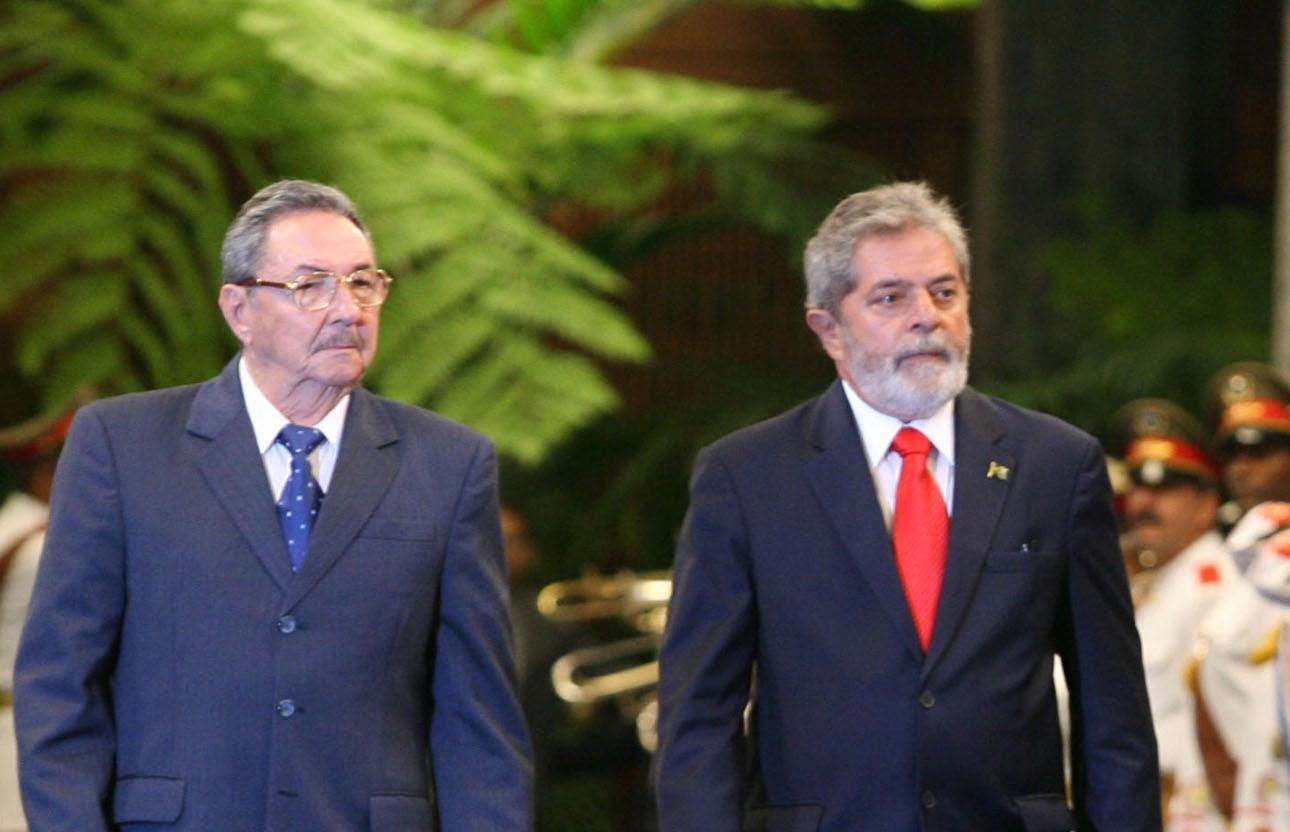
Raúl Castro e Lula da Silva

Raúl Castro Ruz passou a formar parte da Direção Nacional das Organizações Revolucionárias Integradas, e do Partido Unido da Revolução Socialista de Cuba. Foi o segundo secretário do Comitê Central do Partido desde que foi promulgada a primeira constituição em outubro de 1965 e segundo comissário da Assembleia Nacional do Poder Popular desde sua criação em 1976 até substituir seu irmão.
Raúl foi também primeiro vice-presidente dos conselhos de Estado e de Ministros, ministro e general máximo das Forças Armadas Revolucionárias desde 1959.

## Família
Castro se casou com Vilma Espín, antiga estudante de engenharia química do Instituto de Tecnologia de Massachusetts e filha de um rico destilador de rum, em 26 de janeiro de 1959. Vilma se tornou presidente da Federação Cubana de Mulheres. Possuem três filhas (Déborah, Mariela e Nilsa) e um filho (Alejandro Castro Espín). Sua filha Mariela atualmente coordena o Centro Nacional Cubano para Educação Sexual, enquanto Déborah é casada com o coronel Luis Alberto Rodríguez, chefe da divisão econômica das Forças Armadas. Vilma Espín morreu em 18 de junho de 2007; e acredita-se que uma filha e alguns parentes de Raúl residam na Itália.

## Carreira política

### Presidência
Todas as condenações à morte (cerca de trinta) são comutadas entre 2008 e 2010, embora nenhuma tenha sido executada desde 2003.
Em 17 de dezembro de 2014, o presidente Barack Obama e Raúl Castro anunciaram a retomada das relações entre Cuba e Estados Unidos, dando fim a 53 anos de afastamento entre as duas nações e desde então vem adotando uma política de abertura econômica. Foram libertados prisioneiros de ambos os lados como primeiros gestos de boa vontade. Ambos os presidentes agradeceram ao Papa Francisco que teve uma participação fundamental nas negociações de reaproximação.

### Aposentadoria
Em 16 de abril de 2021, o 8.º Congresso do Partido Comunista de Cuba se reuniu por um período de quatro dias, marcando o início da transferência final da liderança de Raúl e sua aposentadoria da política. Em 19 de abril, foi confirmado que Miguel Díaz-Canel assumiria o cargo de primeiro-secretário do partido, após 62 anos governada pela família Castro.